# 鞍山连杀十人案
鞍山连杀十人案是指2011年4月14日发生在辽宁省鞍山市宁远镇二台子村的百客多家大众浴池和紧邻的一家洗车店内的特大杀人案，10人被杀致死。犯罪嫌疑人为这家浴池和洗车店的经营者周宇新，周宇新于4月15日在营口被抓获。

## 案发经过
4月14日，报案人丁凤吉到鞍山市千山区宁远镇二台子村委会西侧500米左右路北的百客多家大众浴池内找一夜未归的表妹孙悦，孙悦在浴池当服务员，她在吧台附近的房间里发现了表妹的尸体，随即报案。警方随后在浴池和紧邻的洗车店内发现10具尸体。案发后，鞍山警方锁定了犯罪嫌疑人为这家浴池和洗车店的经营者周宇新，并于14日下午发布缉查令，要求查找一辆灰色“哈飞”牌面包车，前后风挡字迹为“宇新电器修理”，车牌号为辽CQ3450。周宇新平时驾驶着它，案发后不见踪影。4月15日，15时50分，周宇新在距离案发现场以南100公里外的营口市鲅鱼圈区红海市场附近落网。周宇新在审讯中交代了，作案原因和作案过程，周宇新说作案的导火索，一是因为憎恨岳父“小气”不借他钱，二是怀疑妻子有“外遇”。周宇新还说逃命是为了伺机杀死岳父，但未实现 。

### 案件时间线
1. 4月13日晚间至14日晨：周宇新先杀死妻子儿子和服务员孙悦（妻子的外甥女）。
2. 4月14日：将父亲和前来上班的3名洗车工杀死；约房东来收租金，将房东和房东的儿子杀害；这个过程中隔壁五金店老板的父亲来到店里，也被杀死。
3. 14日上午：杀完10人后，给岳父闫立平打电话，岳父没来。又开车去两三公里外的岳父家寻找，因其岳父早晨出门未归，没找到人，才开车逃跑。
4. 4月14日：驾车前往鞍山市台安县，卖掉了手机。
5. 4月15日下午：周宇新驾车到了营口市的鲅鱼圈开发区红海滩附近，找了一个偏僻地方，把身上带血的衣服、鞋子脱下来烧掉，换上了新衣服。
6. 4月15日15时50分：来到红海市场附近一家网吧，准备在灯光昏暗的网吧休息一会儿，在门口被警察抓获[2] 。

## 公安机关侦破阶段
警方接到报案后，之所以能很快锁定犯罪嫌疑人为周宇新有三个原因：
1. 他相对而言是家里比较强壮的一个。
2. 作为一家之主，别人被害了，他却消失了。
3. 所有的被害者都是钝器伤，伤主要在头部。如果是入室抢劫，几乎都是锐器伤。警方判断作案工具为铁榔头（铁榔头也在周宇新被捕后的车内找到）[3] 。

## 法院审理阶段
2011年12月6日，鞍山市中级人民法院开庭审理被告人周宇新故意杀人案，当庭以故意杀人罪判处周宇新死刑，剥夺政治权利终身。

## 遇难者名单
| 姓名       | 身份             | 性别 | 年龄 |
| ---------- | ---------------- | ---- | ---- |
| 闫冰       | 周宇新妻子       | 女   | 31岁 |
| 周奎元     | 周宇新父亲       | 男   | 60岁 |
| 周英浩     | 周宇新儿子       | 男   | 10岁 |
| 孙悦       | 浴池收银员       | 女   | 17岁 |
| 王振苓     | 洗车工           | 男   | 33岁 |
| 何术杰     | 洗车工           | 男   | 47岁 |
| 曾凡勋     | 浴池所租房屋房东 | 男   | 61岁 |
| 曾祥峰     | 房东曾凡勋的儿子 | 男   | 16岁 |
| 丁树元     | 隔壁五金店老板   | 男   | 71岁 |
| 身份未确定 | 洗车工           | 男   | -    |